# Magnencije
Flavije Magnencije (latinski: Flavius Magnus Magnentius) bio je car uzurpator u Zapadnom Carstvu koji je vladao u razdoblju od 350. do 353. godine.
Rođen je 303. u Samarobrivi, današnjem Amiensu. Bio je zapovjednikom Herkulijana i Jovijana, jedinica Carske osobne straže. Vojska je bila nezadovoljna vladavinom cara Konstansa te dok je on bio u lovu, Magnencija proglasila carem u blizini današnjeg francuskog grada Autuna 18. siječnja 350. godine. Konstansu je ostalo vjerno samo par sljedbenika te se on dao u bijeg. Laka ga je konjica stigla na području Pirineja te ga tu smaknula. Magnenciju su odmah na vjernost prisegnule pokrajine Hispanija, Galija i Britanija jer je on tu imao veliku popularnost i među kršćanima i među poganima. Na području Italije i Afrike on je učvrstio vlast postavljajući sebi odane ljude na visoke pozicije. Samoproglašeni car pokušava ojačati utjecaj na područjima koja su bila pod Konstansovom vlašću, a koja on još nije uspio prisvojiti. Jedna od jačih pokrajina koja mu je pružala otpor bio je Ilirik i njezin general Vetranio koji mu se nije priklonio nakon Konstansova ubojstva. Konstancije II., vladar na Istoku postavlja ga za svog suvladara te mu šalje carski vjenac. Vetranio se proglasio carem Zapada u Mursi (današnji Osijek) 1. ožujka 350. Konstancije mu je dao podršku samo kako bi što više oslabio Magnencija. Ubrzo se Vetranio i Magnencije zbližavaju te ga ovaj proglašava suvladarom, ali je opet Vetranio bio više naklonjen vladarskoj kući nego uzurpatoru. Kada je Konstancije krenuo na Magnencija vojskom, Vetranio se odriče suvladarskog naslova i priklanja se carskoj vojsci. U bitki kod Murse 351. Magnencije je poražen te se morao povući u Galiju. On se uspio još zadržati dvije godine, ali se nakon bitke kod Mons Seleuka ubio.
| Prethodnik:               | Rimski carevi | Nasljednik:                    |
| Konstans I. (337. – 350.) | Rimski carevi | Julijan Apostata (361. – 363.) |